# یکاترینا شیخوا
یکاترینا شیخوا (روسی: Екатерина Владимировна Шихова؛ زادهٔ ۲۵ ژوئن ۱۹۸۵) اسکیت‌باز سرعت اهل روسیه است.